# Колесников, Александр Никифорович
Александр Никифорович Колесников (1917—2001) — участник Великой Отечественной войны, командир эскадрильи 232-го штурмового авиационного полка (289-я штурмовая авиационная дивизия, 7-й штурмовой авиационный корпус 8-я воздушная армия, 4-й Украинский фронт), полковник. Герой Советского Союза (1944).

## Биография
Родился 16 августа 1917 года на хуторе Сидорово-Кадамовский области Войска Донского (ныне территория города Шахты) в семье рабочего. Русский.
Окончил 7 классов в школе № 2 посёлка шахты им. Артёма. В 1936 году окончил Шахтинское горно-промышленное училище. После окончания училища работал на шахте им. Артёма электрослесарем по ремонту оборудования и одновременно учился в Шахтинском аэроклубе.
В 1937 году был направлен в Ворошиловградскую военную школу лётчиков, где прошёл ускоренный курс, затем в 1938 году учился в Челябинской лётной школе. Член КПСС с 1944 года.
На фронте Великой Отечественной войны с октября 1941. В первый год войны – командир звена, защищал Москву. После значительных потерь в боях под столицей его часть была направлена на переформирование.
Воевал в составе 232-го штурмового авиационного полка 289-й смешанной (позже переименованная в штурмовую) авиадивизии 8-й воздушной армии. Летал на штурмовике «Ил-2».
После разгрома немцев под Сталинградом, весной 1943 года, 289-я САД вошла в 10-й смешанный авиационный корпус и действовала в составе Южного фронта, а к осени этого года корпус был переформирован в 7-й штурмовой, который стал действовать в составе 4-го Украинского фронта. Активное участие Колесников принимал в составе штурмового корпуса в боях за освобождение Крыма, и, в частности, Севастополя. После освобождения города 7-му штурмовому корпусу было присвоено почётное звание Севастопольского. После освобождения Крыма воевал в Прибалтике.
К апрелю 1944 года совершил 188 боевых вылетов, нанёс врагу большой урон в живой силе и военной технике. К тому времени был уже командиром эскадрильи 232-го штурмового авиаполка (239-я штурмовая авиадивизия, 7-й штурмовой корпус, 8-я воздушная армия, 4-й Украинский фронт).
Всего выполнил около 200 успешных боевых вылетов. За годы войны им лично было уничтожено и повреждено 32 танка, 12 батарей полевой артиллерии, 9 миномётных батарей, до 150 автомашин с различным грузом, 2 переправы, 1 штаб соединения, 120 мотоциклов, 2 железнодорожных эшелона, 12 самолётов, 23 бронемашины, 15 дзотов и до 1700 солдат и офицеров противника.
В 1949 году окончил Высшие лётно-тактические Курсы усовершенствования офицерского состава ВВС и до 1958 года служил в армии.
В 1958 году был уволен в запас в звании полковника и жил в Риге. Работал в ПО «Электрон» на должность старшего инженера по технике безопасности.
Умер в 2001 году.

## Награды
- За проявленный героизм и мужество капитану Колесникову А. Н. 2 августа 1944 года было присвоено звание Героя Советского Союза.
- Награждён орденом Ленина, двумя орденами Красного Знамени, орденом Александра Невского, двумя орденами Отечественной войны 1-й степени, орденом Красной Звезды, медалями.

## Память
- Имя Героя носит школа № 39 города Шахты[2][3].